# Церква Покрови Пресвятої Богородиці (Росохуватець)
Церква Покрови Пресвятої Богородиці в Росохуватці — парафія і храм Підволочиського благочиння Тернопільської єпархії Православної церкви України в селі Росохуватець Тернопільського району Тернопільської области.
Оголошена пам'яткою архітектури місцевого значення.

## Історія церкви
У 1870 році було зведено кам'яний храм Покрови Пресвятої Богородиці. Парафію обслуговували священники із села Супранівка.
З приходом комуністичної влади храм закрили. Біля церкви розташована могила дяка Петра Мамчура. У березні 1989 року храм відкрили, і богослужіння відновилися.
У 1996 році за кошти родини Пристайно неподалік церкви встановили пам'ятник загиблим односельцям. На його освячення приїжджав митрополит Тернопільський і Бучацький Василій.
У 2009 році на престольний празник парафію відвідав єпископ Тернопільський і Бучацький Нестор, який освятив новий престол.

## Парохи
- о. Семеон Лісничук,
- о. Олександр Тарасюк (1989—1995),
- о. Андрій Осадчук (з березня 1995).